# روشبوکور، کبک
روشبوکور (به فرانسوی: Rochebaucourt) شهری در منطقه شهری ابیتیبی ناحیه ابیتیبی-تمیسکامانگ در استان کبک کانادا است. در سرشماری سال ۲۰۱۱ این شهر ۱۸۲ نفر جمعیت داشته‌است و مساحت آن ۱۸۵ کیلومتر مربع است.